# Baldrs draumar

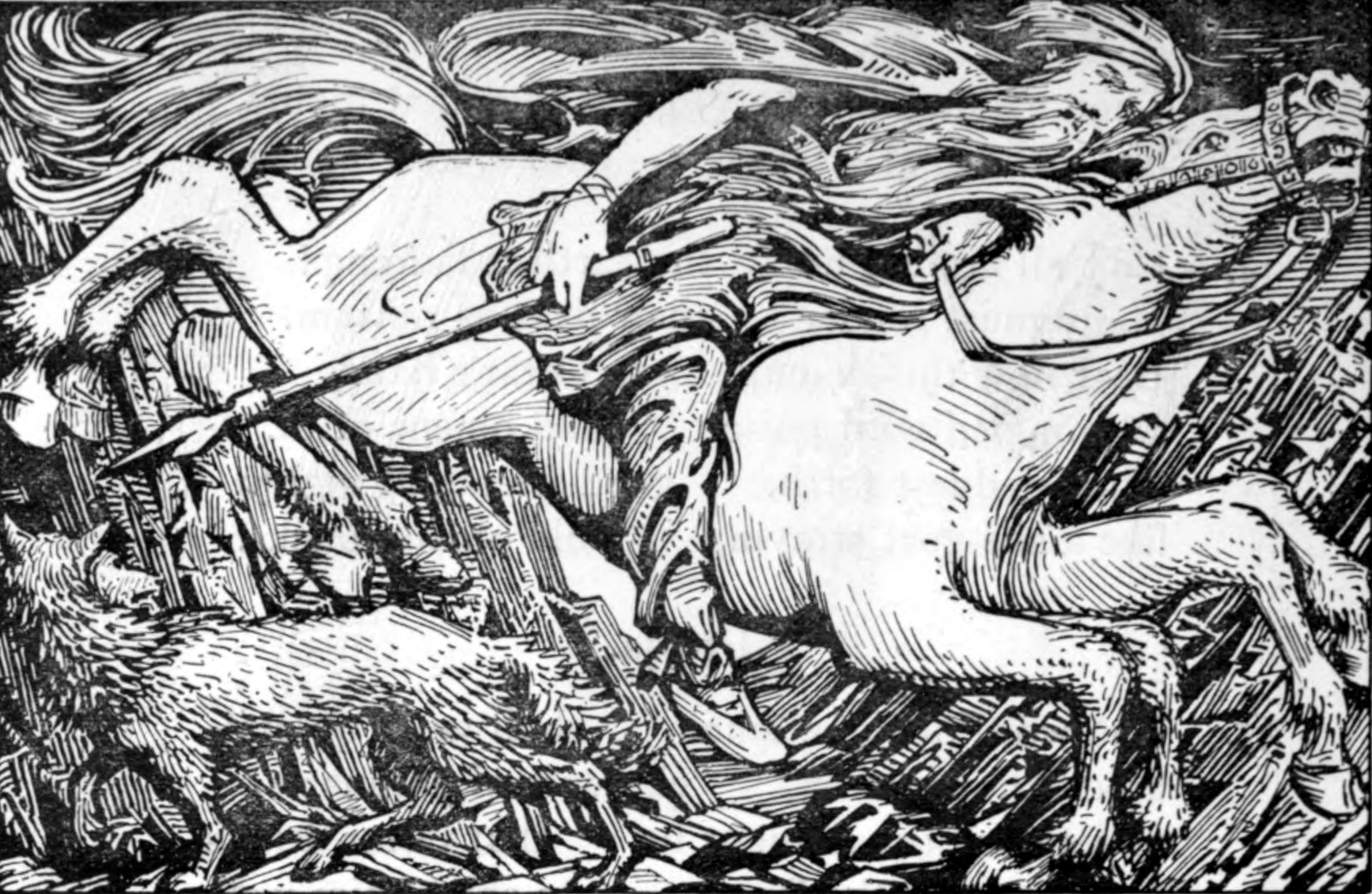
Odin rides to Hel (1908) par W. G. Collingwood

Baldrs draumar (« Les rêves de Baldr ») ou Vegtamskviða (« Chant de Vegtamr ») est un poème eddique préservé dans le manuscrit islandais AM 748 I 4to. Il est l'un des deux textes contenant des informations sur le mythe de la mort de Baldr, avec le Gylfaginning. Avec 14 strophes, Baldrs draumar est l'un des plus courts poèmes de l'Edda poétique. 
Le récit raconte que Baldr fait des cauchemars. Odin chevauche alors vers Niflhel pour obtenir des informations d'une völva (voyante). Pendant la conversation qui suit, la völva informe Odin de la mort prochaine de Baldr et que Höd sera son meurtrier. Baldr sera ensuite vengé par Vali. À la fin, la völva exige qu'on ne la dérange plus jusqu'à la fin prophétique du monde, le Ragnarök.

## Source
Baldrs draumar (« Les rêves de Baldr ») est préservé complet avec ce titre dans le manuscrit islandais AM 748 I 4to, rédigé vers 1300. C'est un des rares poèmes de l'Edda poétique qui n'est pas préservé dans le Codex Regius. Des manuscrits plus récents l'appellent Vegtamskviða, soit le « Chant de Vegtamr », en référence au nom Vegtamr que se donne Odin dans le poème. Le poème était à l'origine probablement composé au XIIe siècle. Sophus Bugge pense qu'il a été composé par l'auteur de Hrafnagaldur Óðins[réf. nécessaire].

## Synopsis
| 1. Senn vorv æsir allir a þingi ok asynivr alla a mali, ok vm þat ræðv rikir tifar, hvi væri Balldri ballir dravmar. | 1. Une fois, tous les Ases Étaient au thing Et les déesses ases, Toutes en délibération ; De cela discutaient Les dieux puissants : Pourquoi Baldr était En proie aux rêves sanglants. |  |

Les Ases s'inquiètent des cauchemars du dieu Baldr, alors Odin chevauche son cheval Sleipnir vers le monde des morts, Niflhel. Il trouve le lieu d'enterrement de la voyante et la ressuscite avec un charme funèbre. Odin se présente avec un nom d'emprunt, Vegtamr (vieux norrois pour « Familier des Chemins »), et demande pour qui sont les bancs recouverts d'or à Niflhel. Elle répond qu'ils ont préparé l'hydromel pour l'arrivée de Baldr chez les morts. Alors Odin demande qui sera le meurtrier de son fils, et elle révèle que ce sera Höd avec un « rameau renommé » (une branche de gui). Odin lui demande encore qui vengera Baldr en tuant Höd. Elle répond que Rind concevra Vali qui ne se lavera pas tant qu'il n'aura pas vengé Baldr. Odin lui demande enfin quelles vierges se lamenteront. La voyante reconnait qu'il s'agit d'Odin et ce dernier lui répond qu'elle n'est pas la voyante mais « la mère des trois Thurses » (ainsi il pourrait s'agir d'Angrboda, qui de Loki conçut le loup Fenrir, le serpent Jörmungand et Hel). La voyante lui ordonne alors de partir, et exige qu'on ne lui rende plus visite avant que Loki se libère de ses chaînes pour la fin prophétique du monde, le Ragnarök.